# فؤاد البيطار
فؤاد محمود عرفه البيطار (أبو الوليد؛ وُلد في 1 ديسمبر 1940 في يافا – تُوفي في 5 نوفمبر 2007 في عمان) سياسي ودبلوماسي فلسطيني وأحد أعضاء المجلس الوطني الفلسطيني وحركة فتح ومجلسها الثوري. كان ممثلًا لمنظمة التحرير الفلسطينية وسفيرًا لها لدى تنزانيا (أول سفير فلسطيني)، وقبرص، وإيطاليا، واليونان، ورومانيا.